# Гатвиль (маяк)
Маяк Гатвиль (фр. Phare de Gatteville или Pointe de Barfleur Light) — маяк, находящийся у городка Гатвиль-ле-Фар, Нормандия, Франция.

## Общая информация
Высота маяка — 74,85 метра. Третий по высоте среди «традиционных маяков» во всем мире.

Диаметр маяка у основания — 9,25 метров, на вершине — 6 метров.

Толщина стен: у основания — 2,6 метров, на вершине — 1 метр.

Для того, чтобы подняться на вершину маяка необходимо преодолеть 365 ступенек.
Первый маяк Гатвиль был построен в 1774 году. Это было 25-метровое гранитное здание. Нынче это сооружение не используется как маяк. Его занимает французский военно-морской флот.
Строительство нового маяка, который находится рядом со старым, происходило с 1829 по 1835 год. Бюджет строительства — 332 214 франков.
Во время Второй мировой войны маяк не пострадал.
В настоящее время он один из немногих маяков во Франции, доступных для посещения. С него открывается живописный вид на окрестности.
На данный момент на маяке используются две ксеноновые лампы мощностью 1600 ватт. Обычно включается одна лампа, лишь в плохую погоду требуется использование одновременно двух ламп.

## Маяк Гатвиль в произведениях культуры и искусства
Маяк Гатвиль изображён на двух картинах. Одна из них — небольшая картина (17, 5 x 32,5 см) Поля Синьяка. Он написал её, когда жил неподалёку от маяка в городке Барфлёр. Другая же принадлежит кисти Жана-Луи Пти и написана маслом на холсте. Размер — 111 x 115 см. Обе картины находятся в музее Тома-Анри в Шербуре.
Также маяк Гатвиль появился в фильмах «Дива» (1981) и «Демон на острове» (1983).

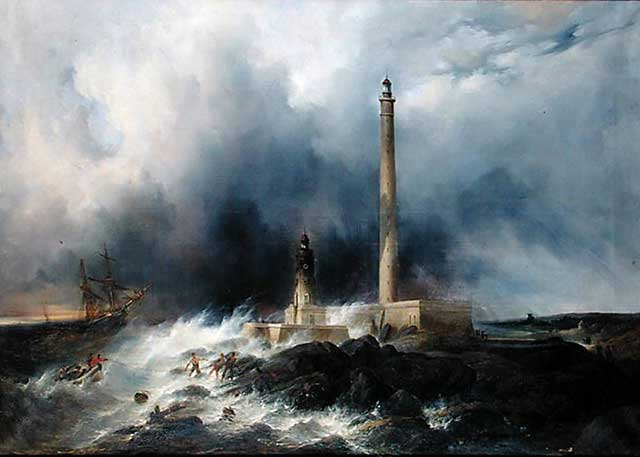
Жан-Луи Пти (Пети), Le Phare de Gatteville, 1841 г.
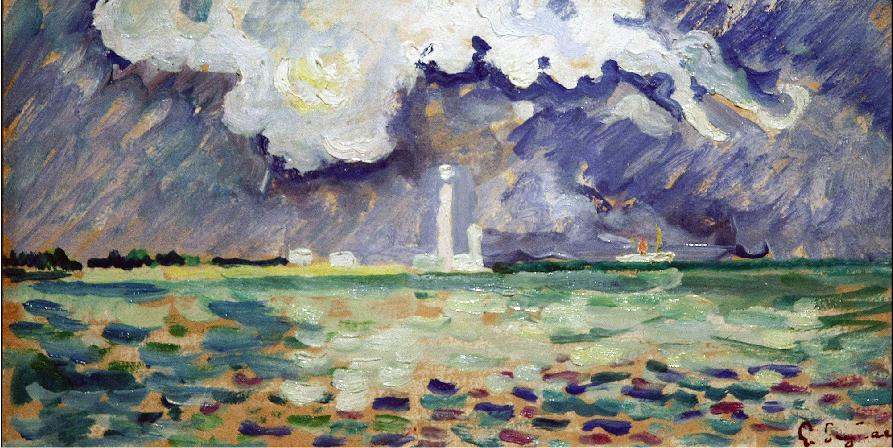
Поль Синьяк, Le Phare de Gatteville, не позже 1934 г.